# Gondoletta

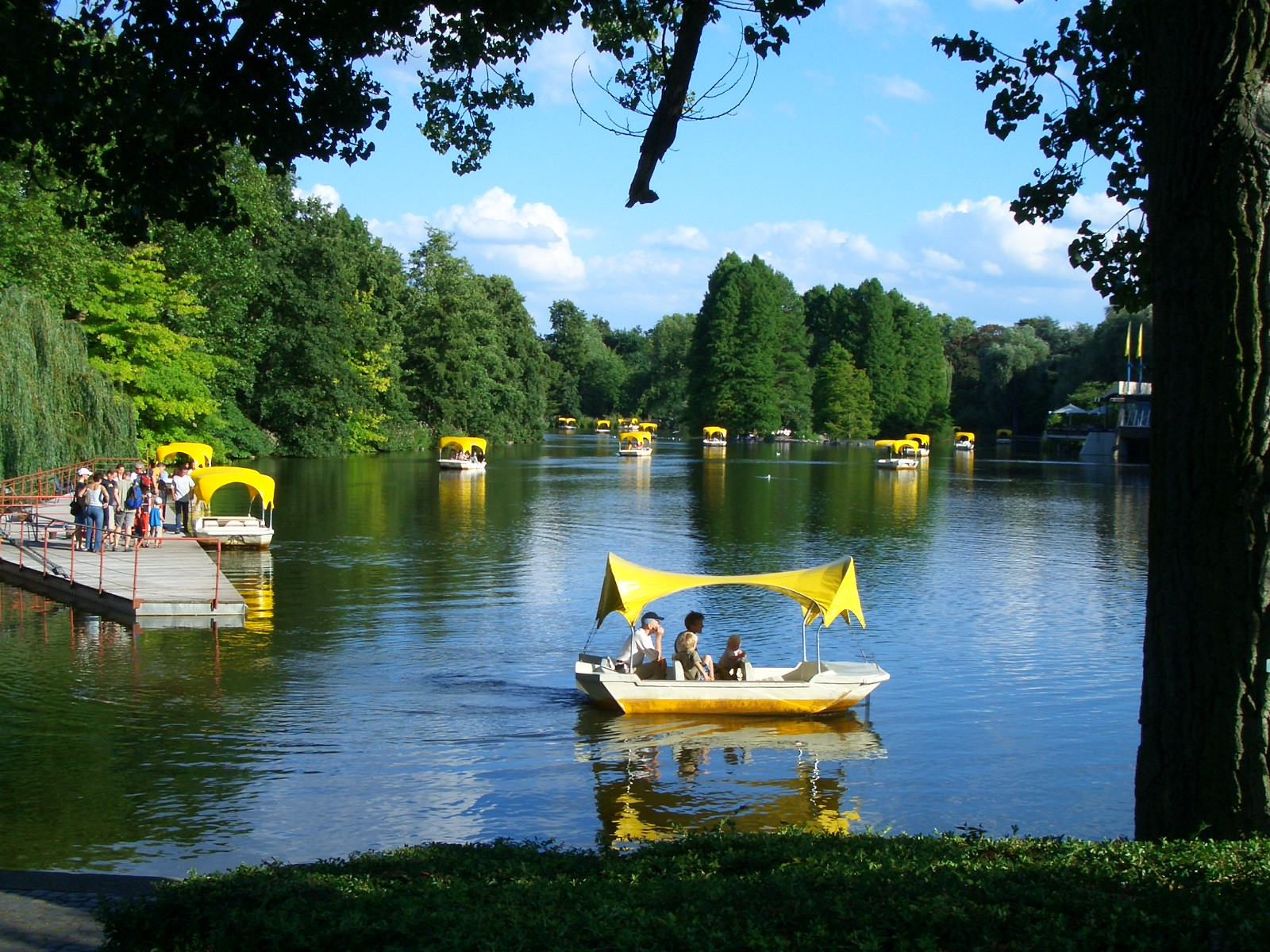
Gondolettas auf dem Kutzerweiher im Luisenpark, Mannheim

Eine Gondoletta (auch mit dem englischen Begriff Tow boat ride bezeichnet) ist ein Bootsbetrieb, bei dem die Boote mit einem unter der Wasseroberfläche geführten Seil über einen vorgegebenen Kurs gezogen werden, in der Regel auf einem Rundkurs. Üblicherweise dient das – ähnlich einer Parkeisenbahn – als Freizeitvergnügen, insbesondere auch in Freizeitparks. Die Boote selbst sind antriebslos, das Seil wird bewegt. Die Boote bewegen sich bei dieser Antriebsart ohne Motorgeräusche über das Wasser.

## Anlagen
- Gelsenkirchen, African Queen Bootssafari in der Erlebniswelt Afrika der Zoom Erlebniswelt Gelsenkirchen
- Hannover, Sambesi-Bootsfahrt im Erlebnis-Zoo Hannover
- Kaatsheuvel, Gondoletta und Fata Morgana im Freizeitpark Efteling[2]
- Karlsruhe, Zoologischer Stadtgarten[3]
- Leipzig, Gamanil-Bootsfahrt in der Tropenhalle Gondwanaland, Zoo Leipzig
- Lengenfeld, Floßfahrt durch die Urzeit im Freizeitpark Plohn
- Mannheim, Kutzerweiher im Luisenpark, eingerichtet für die Bundesgartenschau 1975
- Rust, Josefinas kaiserliche Zauberreise im Europa-Park